# Košice
Košice (pronunciado [ˈkɔʃɪtsɛ]ⓘ, en húngaro: Kassa pronunciado [ˈkɒʃːɒ], en alemán: Kaschau, AFI: [kaʃaw]) es la segunda ciudad más poblada de Eslovaquia. Está localizada en la parte este del país, en el valle del río Hornád en el valle de Košice, rodeada por las montañas de Čierna Hora al norte y las montañas Volovské Vrchy al oeste. Es sede de varias universidades y del Tribunal Constitucional de Eslovaquia.
La ciudad tiene un centro histórico de gran belleza. Allí se encuentra la catedral de Santa Isabel. El escritor húngaro Sándor Márai nació en esta ciudad y habla de ella en su autobiografía Confesiones de un burgués.

## Historia
El origen de la ciudad puede encontrarse ya en el Paleolítico. La primera mención escrita de la ciudad es del año 1230. Gracias a su posición estratégica para el comercio y a los distintos privilegios otorgados por los reyes a la ciudad, esta se desarrolló rápidamente, floreció el comercio y la producción artesanal. La historia de Košice es la historia de la segunda ciudad de República Eslovaca. Košice es una metrópoli de Eslovaquia oriental, es la antigua capital de Hungría Superior, fue el epicentro de las insurrecciones contra los Habsburgo y tiene todavía más atributos; fue la sede de duques transilvánicos, una internacional metrópoli mercantil y la segunda ciudad real húngara que ganó la libertad.
En Košice se conservan los estatutos más antiguos de un gremio eslovaco (del año 1307). En el año 1369 se otorgó a Košice el privilegio de usar escudo de armas como primera ciudad en el mundo. La ciudad de Košice se desarrolló a partir de un pueblo de origen eslavo que se dedicaba mucho al comercio y que se encontraba en la cuenca del río Hornád. La "Villa Cassa" era el pueblo con mayor importancia en esta región con una gran iglesia parroquial (la primera mención escrita sobre esta iglesia es del aňo 1230). Entre la población original de los paleoeslovacos y húngaros crecía el número de la población alemana en el siglo XIII. Los alemanes iban adquiriendo cada vez más privilegios ya antes del año 1249.
En el aňo 1290 a Košice le fueron otorgados derechos municipales y pronto se convirtió en la ciudad más importante de Alta Hungría. Košice fue la primera ciudad amurallada en la región que se iba desarrollando hasta una metrópoli mercantil con el derecho de almacenar.
Durante unos intentos de apoderarse del gobierno de un noble de Casa de Aba, Košice apoyó al rey Carlos Roberto de Hungría a eliminar los oligarcas. Tras estos acontecimientos, Košice se convirtió en un gran apoyo del rey y este le otorgó varios privilegios económicos. Con el "Gran Privilegio de Luis I. el Grande para la ciudad de Košice" del año 1347 culminó la popularidad de Košice para el rey. Durante el dominio del rey Segismundo de Luxemburgo, comercio y artesanía seguían floreciendo. El socio comercial más importante era la ciudad polaca de Cracovia. En estos tiempos fue construida la nueva Casa real y se inició la construcción de la mayor catedral de todo el Reino húngaro: la catedral de Santa Isabel. La coyuntura medieval culminaba bajo el dominio de Matías Hunyadi o Matías I Corvino, cuando la ciudad entera, junto con los suburbios, tenía aproximadamente 10 000 habitantes. Košice se convirtió en la mayor ciudad medieval en territorio de Eslovaquia actual y la segunda libre ciudad real de entre todas las ciudades húngaras con los derechos parecidos a los de Budin (parte de la ciudad actual de Budapest). Desde el siglo XV Košice estuvo a la cabeza de la Pentopolitana, la organización de las cinco ciudades del oriente de Eslovaquia.

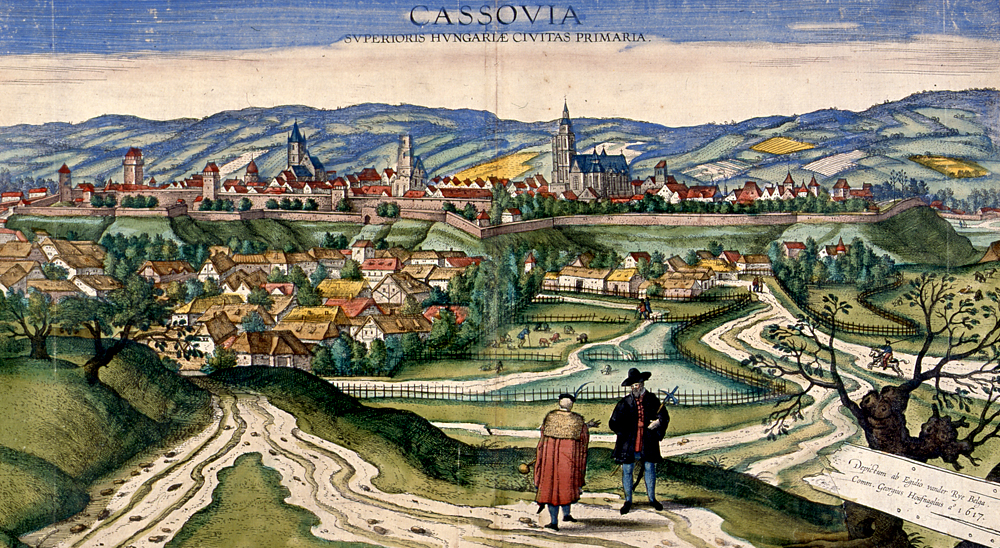
"Cassovia: Superioris Hungariae Civitas Primaria". Cassovia (eslovaco: Košice, alemán: Kaschau, húngaro: Kassa), la "capital" de Hungría Superior en 1617.

En la época primitiva de la edad moderna, Hungría se dividió en tres partes (1541-1699) y a causa de su posición e importancia, Košice oscilaba entre el Imperio de los Habsburgo y Transilvania. En estos tiempos Košice se consideraba una ciudad muy rica gracias a sus numerosas manufacturas artesanales y su comercio tanto internacional como interior. Entonces se empezaban a establecer autoridades de Hungría Superior con el fin de organizar operaciones militares y administraciones financieras. En cuanto a la religión, la reformación ganó mucha popularidad en Košice – la población eslovaca y alemana era mayoritariamente luterana, mientras que los húngaros eran protestantes de Teología Reformada. Desde ahí sumergió la disputa con los católicos por la catedral de Santa Isabel que desembocó en un conflicto bélico paneuropeo conocido hoy en día como la guerra de los Treinta Años. Durante los siglos XVII y XVIII fue Košice el centro de las insurrecciones contra los Habsburgos, bajo el dominio de duque Esteban Bocskai, el duque Gabriel Bethlen o el duque Jorge Rákóczi I.
Con la Paz de Szatmár (1711), tras la guerra de independencia de Rákóczi empezó una nueva época de la historia de Košice bajo el permanente poder de la Casa de Habsburgo. Las guerras, epidemias y catástrofes naturales destruyeron esta ciudad tan desarrollada. La cantidad de habitantes descendió a un tercio de la época de Matías Hunyadi. Y entonces Košice inició su recuperación. En el siglo XVIII la ciudad entró en la época de recatolización, de estilo barroco y de las reformas de la iluminación, gracias a la emperatriz María Teresia y después su hijo José II. Tras la revolución industrial (1848-1849) que tuvo lugar en la Europa central más tarde que en la Europa occidental, Košice empezó a industrializarse aún más. En 1860 llegó el primer tren y en 1891 se estableció el ferrocarril callejero de caballos.
En el siglo XIX también empezaron a tener mayor importancia los intentos de revivificación nacional eslovaca. Fue una de las consecuencias de la "hungarización" violenta que tenía lugar en las regiones no húngaras del Reino de los Habsburgos desde ya hace mucho tiempo. Y Košice, gracias a su posición geográfica y su significado político y estratégico era el centro de los "buditelia" nacionales donde desarrollaban su actividad. A pesar de ello, en 1867 Košice se convierte en el centro de la cultura húngara en el Reino.

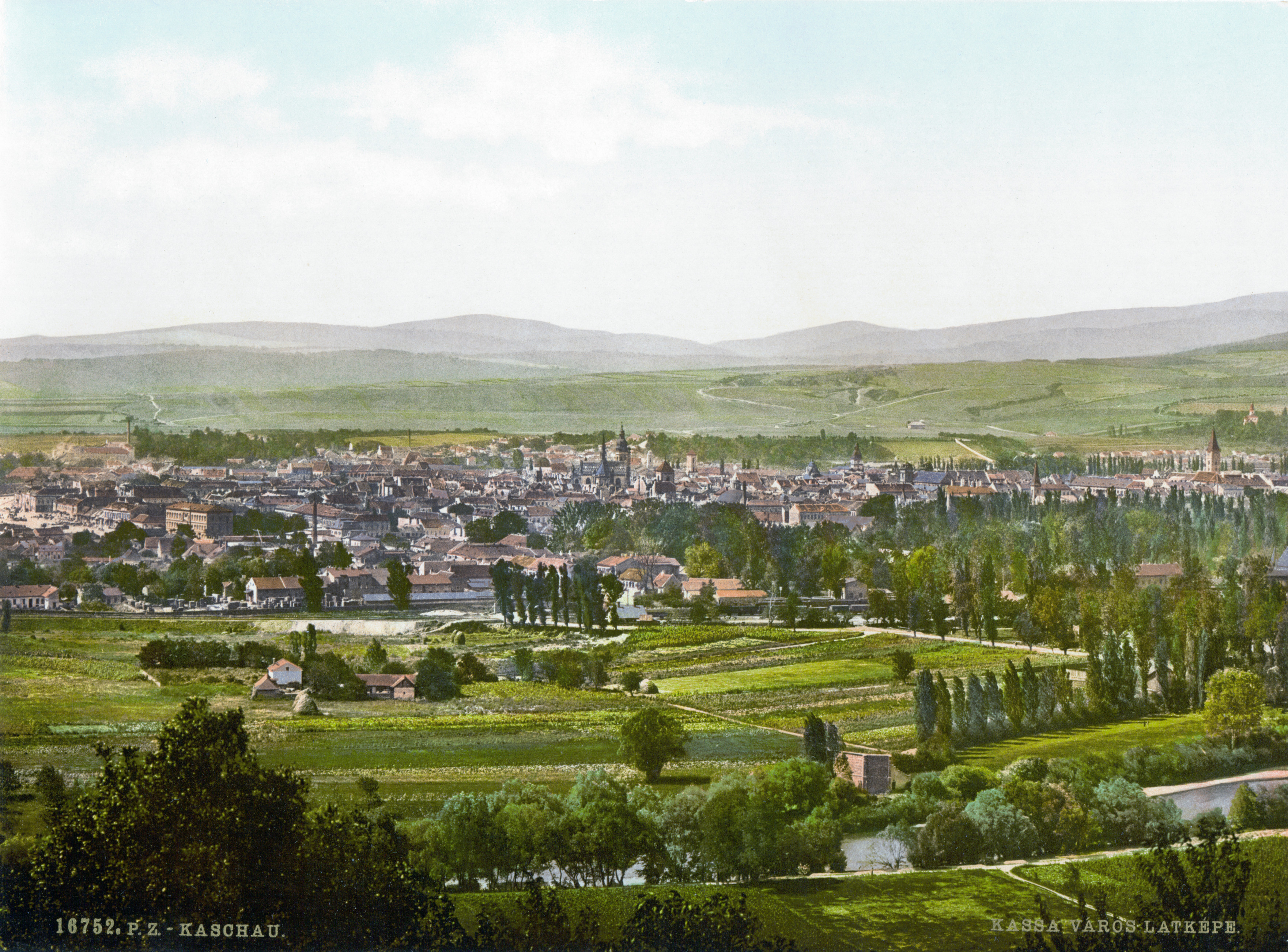
Vista de la ciudad hacia finales del o comienzos del

En el año 1918 Košice pasó a formar parte del nuevo estado de Checoslovaquia. El alto nivel económico de la Primera República Checoslovaca se reflejó en el crecimiento de la población, hasta el punto de duplicarse. Muchos, que habían sido forzados a abandonar sus señas de identidad por las autoridades de Hungría, las recuperaron .Pero Košice siguió siendo una ciudad multicultural y este carácter se conservó hasta la Segunda Guerra Mundial, en la que perdió una numerosa minoría de judíos.
El 2 de noviembre de 1938, como resultado del Primer Arbitraje de Viena, la ciudad fue anexionada al Reino Húngaro, siendo conocida por su nombre húngaro, Kassa. El 26 de junio de 1941, durante la Segunda Guerra Mundial, la ciudad fue bombardeada, si bien nunca se supo si fueron los alemanes o los soviéticos quienes realizaron el ataque. El bombardeo sirvió para que Hungría declarase la guerra a la Unión Soviética al día siguiente. Finalizada la guerra, volvió a manos checoslovacas en 1945. Ese año se firmó en Košice un documento posbélico que garantizaba la renovación de Checoslovaquia – llamado "Košický Vládny Program" (Programa de Gobierno de Košice). Pero en el año 1948 llegaron al poder los comunistas y toda la propiedad privada fue nacionalizada. En 1965 fue establecida una empresa que hoy en día se llama US Steel – Herrería de Eslovaquia Oriental (Východoslovenské železiarne) – que dio trabajo a 25 000 empleados. Durante el dominio de los comunistas se construyeron barrios alrededor de la ciudad entera. Košice era la quinta mayor ciudad de la federación (República Checa y Eslovaquia estaban unidas en una federación) con un gran éxito en comercio e industria.
A partir del año 1993 (cuando la federación se dividió en dos partes separadas), es la segunda ciudad de Eslovaquia e incluso es la sede de la Corte de Justicia Constitucional de la República Eslovaca.
En concordancia con su importancia económica, administrativa y política, se fundó en el año 1657 una universidad, la cual se transformó primero en la academia real, luego en la academia de abogacía y duró hasta el año 1921.

## Clima
Košice tiene un clima continental con sus estaciones del año diferenciadas, caracterizadas por veranos calurosos e inviernos fríos.
| Parámetros climáticos promedio de Košice  | Parámetros climáticos promedio de Košice | Parámetros climáticos promedio de Košice | Parámetros climáticos promedio de Košice | Parámetros climáticos promedio de Košice | Parámetros climáticos promedio de Košice | Parámetros climáticos promedio de Košice | Parámetros climáticos promedio de Košice | Parámetros climáticos promedio de Košice | Parámetros climáticos promedio de Košice | Parámetros climáticos promedio de Košice | Parámetros climáticos promedio de Košice | Parámetros climáticos promedio de Košice | Parámetros climáticos promedio de Košice |
| Mes                                       | Ene.                                     | Feb.                                     | Mar.                                     | Abr.                                     | May.                                     | Jun.                                     | Jul.                                     | Ago.                                     | Sep.                                     | Oct.                                     | Nov.                                     | Dic.                                     | Anual                                    |
| ----------------------------------------- | ---------------------------------------- | ---------------------------------------- | ---------------------------------------- | ---------------------------------------- | ---------------------------------------- | ---------------------------------------- | ---------------------------------------- | ---------------------------------------- | ---------------------------------------- | ---------------------------------------- | ---------------------------------------- | ---------------------------------------- | ---------------------------------------- |
| Temp. máx. media (°C)                     | 0.5                                      | 3.2                                      | 9.3                                      | 15                                       | 20.3                                     | 23.2                                     | 25.1                                     | 25.1                                     | 20.3                                     | 14.3                                     | 6.2                                      | 1.4                                      | 13.7                                     |
| Temp. mín. media (°C)                     | -5.6                                     | -3.9                                     | -0.4                                     | 4.2                                      | 8.9                                      | 11.8                                     | 13.4                                     | 13.1                                     | 9.2                                      | 4.5                                      | -0.2                                     | -3.9                                     | 4.3                                      |
| Precipitación total (mm)                  | 25                                       | 24                                       | 26                                       | 49                                       | 70                                       | 86                                       | 83                                       | 70                                       | 53                                       | 47                                       | 42                                       | 33                                       | 608                                      |
| Días de precipitaciones (≥ 1 mm)          | 13                                       | 11                                       | 10                                       | 12                                       | 14                                       | 14                                       | 13                                       | 11                                       | 10                                       | 10                                       | 13                                       | 14                                       | 145                                      |
| Fuente: World Meteorological Organisation |                                          |                                          |                                          |                                          |                                          |                                          |                                          |                                          |                                          |                                          |                                          |                                          |                                          |

## División administrativa
La ciudad se divide en cuatro distritos administrativos (Košice I, II, III, IV) que se subdividen en veintidós juntas municipales (barrios) administradas por los ayuntamientos con sus alcaldes de barrio y un alcalde mayor para toda la ciudad.

## Demografía y religión

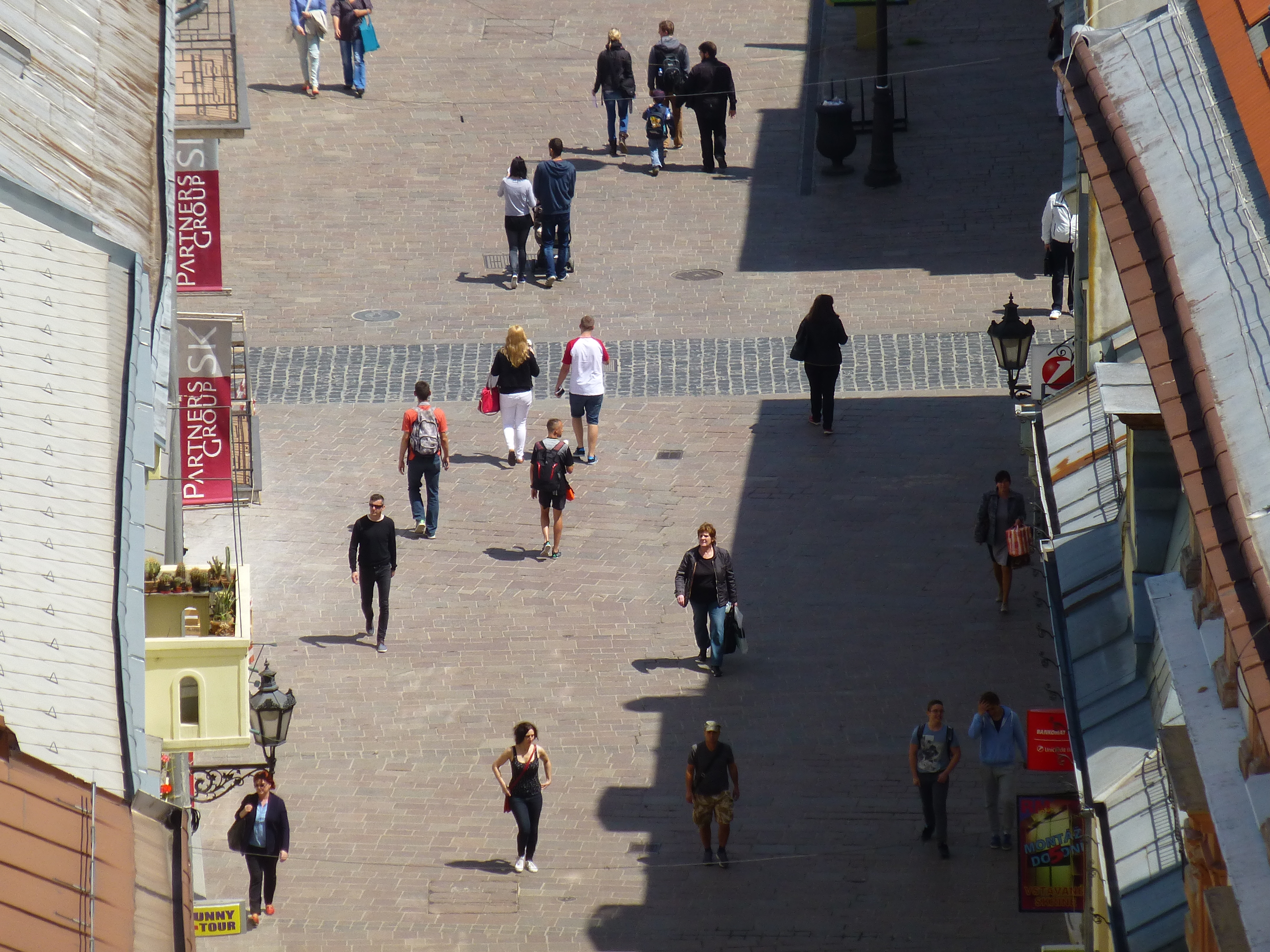
Personas en una calle de Košice

| Año        | 1994    | 2004    | 2014    | 2024    |
| ---------- | ------- | ------- | ------- | ------- |
| Población  | 239 927 | 235 006 | 239 464 | 223 678 |
| Diferencia |         | −2,05 % | +1,89 % | −6,59 % |

| Año        | 2023    | 2024    |
| ---------- | ------- | ------- |
| Población  | 225 044 | 223 678 |
| Diferencia |         | −0,60 % |

De los 240 688 habitantes de Košice (según el censo del 31 de diciembre de 2011), 73.8 % son eslovacos, 2.65 % húngaros, 2 % rumanos, 0.65 % checos, 0.68 % rusos, 0.3 % ucranianos y 0.13 % germanos. El 19 % de su población no declaró su afiliación étnica (en el mismo censo siempre).
Del total de la población, un 45 % son de la Iglesia católica, 16.6 % dice no pertenecer a ninguna, 6.12 % católicos griegos, 2.33 % luteranos, 2 % calvinistas y 0.11 % judíos.

## Educación
En Košice se encuentran dos universidades: La Universidad Técnica de Košice y la Universidad Pavol Jozef Šafárik, con nueve y cuatro facultades respectivamente. En Košice está la única universidad de veterinaria de Eslovaquia.

## Monumentos

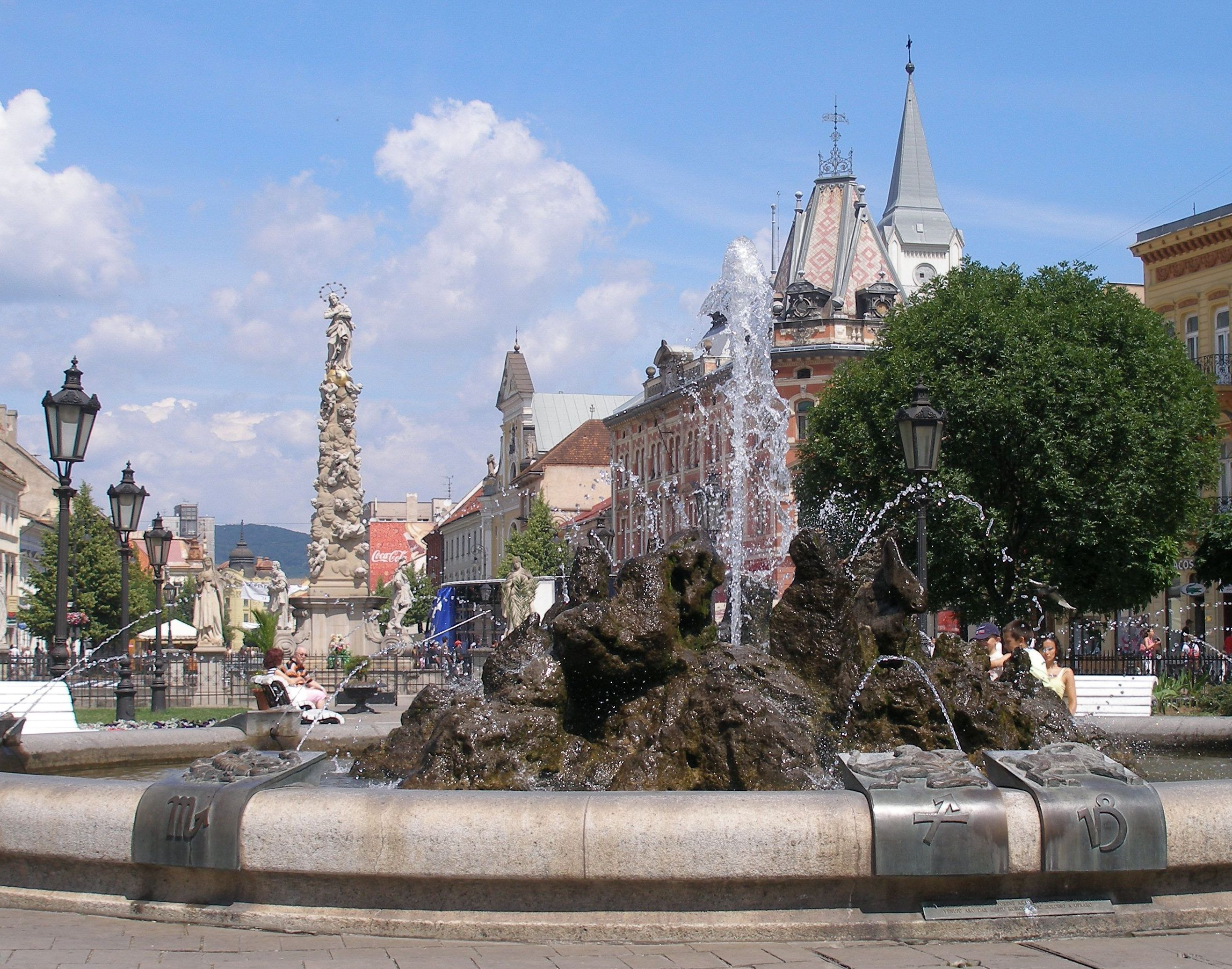
El centro histórico.

El centro histórico de la ciudad Košice concentra el mayor número de monumentos históricos de toda Eslovaquia. Fue proclamado en 1983. De todas las ciudades monumentales de Eslovaquia registra también el conjunto más grande de los bienes protegidos. En total hay 501. Se agrupan en torno a la calle principal, donde en el pasado corría el arroyo de Čermeľ. Ahora, desde 1996, hay una imitación suya en el norte y en el sur de la calle.

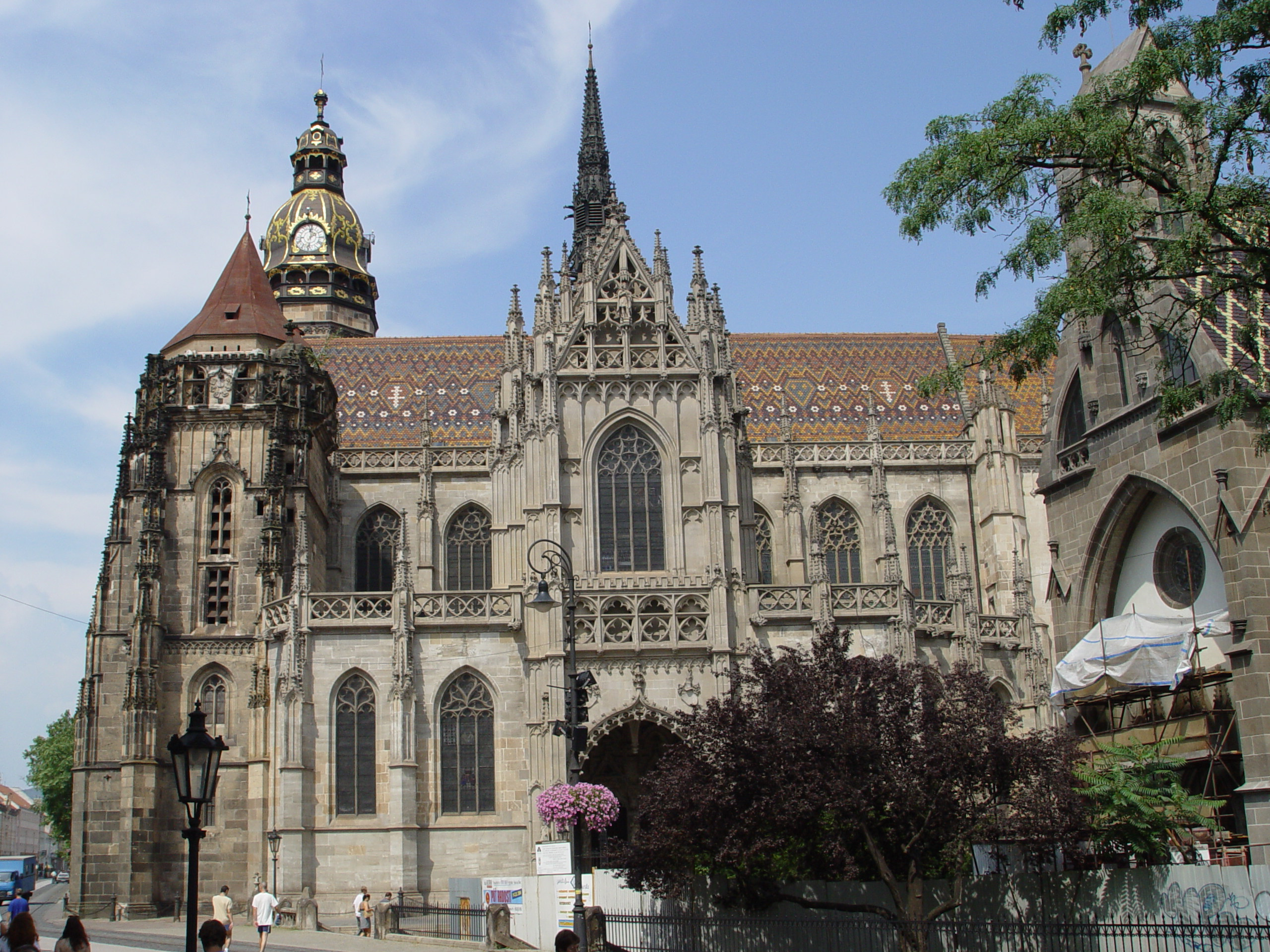
Catedral de Santa Isabel.

La catedral de Santa Isabel es la catedral gótica más grande de Eslovaquia. Fue construida desde el siglo XIV hasta el año 1508. En la parte sur está la Capilla de San Miguel. Se usaba como iglesia funeral para el cementerio que estaba en lugar donde hoy hay un parque. La catedral tiene el campanario independiente, la Torre de San Urbano.
En la parte norte de la calle está el Ayuntamiento de la ciudad, desde el siglo XVIII sustituido por el teatro. El edificio del Teatro estatal fue construido en año 1889. En toda la calle principal están los palacios nobiliarios y las casas burguesas. Entre las iglesias, destaca también la Iglesia Universitaria, originalmente jesuita, y de estilo gótico, más tarde transformada en estilo barroco como Iglesia Franciscana. El más hermoso barroco monumento de Košice es la Inmaculada- conjunto de estatuas de los años 1720-1723 en conmemoración de la epidemia de peste. 
En el norte, la calle principal desemboca en la Plaza de Maratón de la Paz. En el centro está el monumento del maratón de la paz. Debajo de la calle principal fueron descubiertos los restos de la puerta baja de la ciudad. Desde 1998 aquí se ubica el museo arqueológico. 
En la parte este del centro histórico, en la Plaza de Kalvín, está la Cárcel de Mikluš, que une el conjunto de dos casas góticas burguesas. Entre ellas y el resto de murallas de Katova Bašta, está la Iglesia Calvinista. En el patio de Katova Bašta se sitúa Rodošto, que es la copia de la casa de Francisco II. Rákóczi. En la parte oeste de la ciudad está la iglesia más antigua, de los Dominicos, del siglo XIII, y el monasterio.

## Cultura

### Teatros

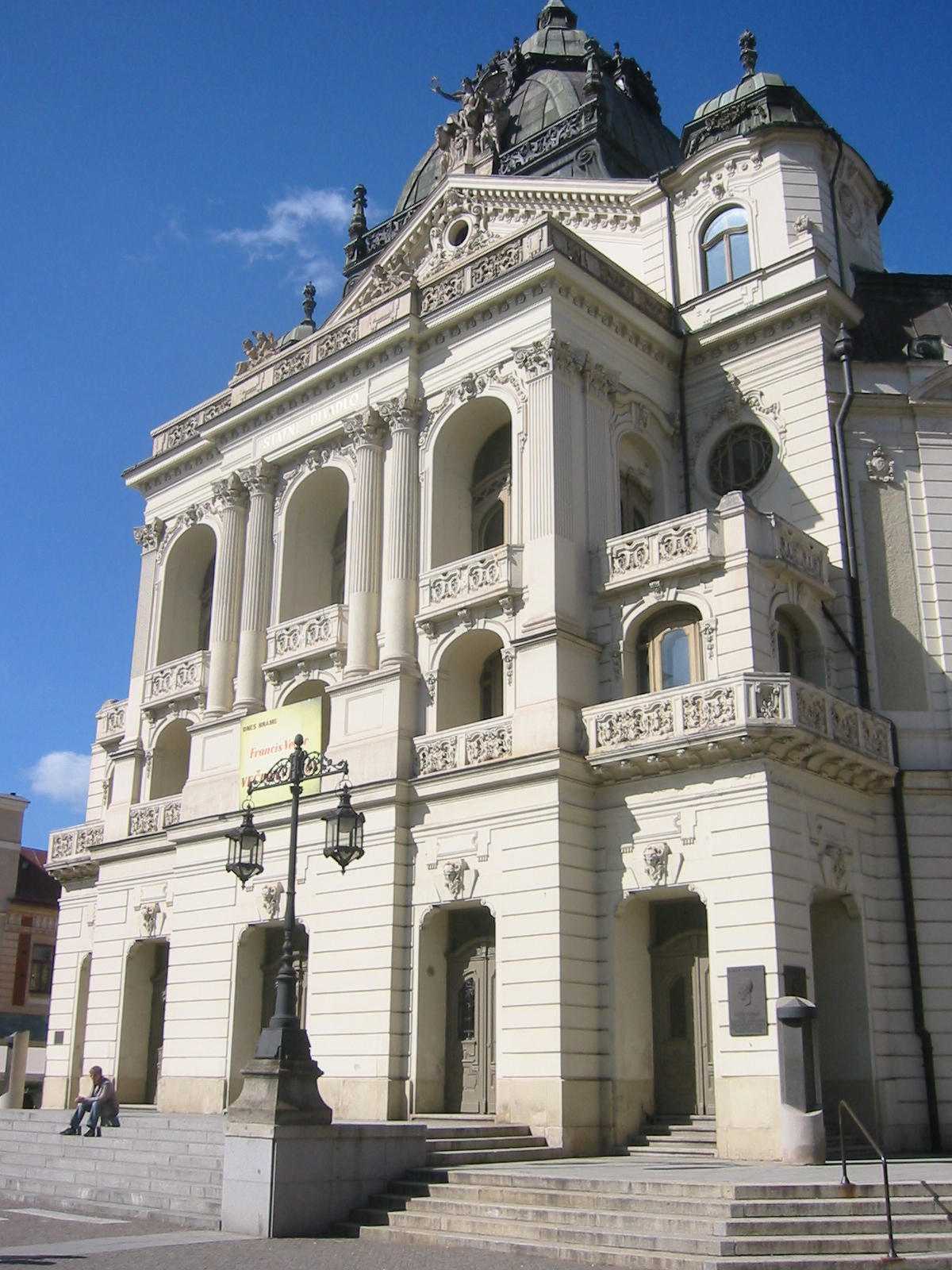
Teatro estatal de Košice.

La escena teatral de Košice está representada por la gama de compañías estatales e independientes. Los teatros más grandes tienen, aparte de la escena principal, también las escenas secundarias. Teatro Estatal es un teatro clásico con las compañías dramáticas, compañías de ópera y de ballet. Las obras se presentan en el edificio histórico en la calle Principal y en Malá scéna, en la que se presentan las dramas de cámara y las comedias.
El teatro de marionetas nació en 1956 y en 1957 nació con él la escena dramática ´Jorik´. El Teatro Thália, el que introdujo su obra en húngaro, estuvo abierto en 1969 y en 1995 abrió el conjunto teatral Máraiho. Otro teatro en Košice de minoría étnica es el Teatro Romathan, establecido en el 1992 como único de su género en Eslovaquia. Sus obras están presentadas en idioma romaní y en eslovaco.
Después de 1989 se originaron muchos teatros alternativos, de los que el más importante, El Teatro Staromestské fue inaugurado en 1997 por una pareja legendaria de actores de Košice Ľubica Blaškovičová y Peter Rašev. Los demás teatros son Teatro Golosina, Teatro en andén, Teatro en maleta y Teatro Cassia Dance. Muchos de ellos participan en el proyecto Capital de la Cultura Košice 2013.

### Cines
El primer cine en Košice Uránia lo inauguraron en 1909. En el comunismo se originaron muchas salas de cine en el centro de la ciudad. En 1973 construyeron en el barrio Terasa un cine panorámico, Družba, con un aforo de más de 500 espectadores. Antes de comenzar la actividad de los multicines en 2008, existían además en Košice cinco cines tradicionales. En la actualidad ya funciona sólo uno - cine Úsmev. El multicine de siete salas Cinemax está unido a centro comercial Optima. Otro multicine se encuentra en centro comercial Galéria. Los cines alternativos son Club de películas Galéria y Cinefil.

### Música
La Filarmónica Estatal de Košice fue establecida en 1969 como la segunda orquesta sinfónica profesional en Eslovaquia. Aparte de su actividad en los conciertos en Eslovaquia y en el extranjero, también presenta su arte musical mediante musicales. Es la organizadora de tres festivales internacionales: La primavera musical de Košice, El festival internacional de órganos de Ivan Stodola y El festival de arte moderno. La filarmónica se encuentra situada en La Casa del arte. En los festivales de música clásica y barroca que organiza están incorporados también el Conservatorio de Košice y la compañía musical de Hemerkovci.

### Folklore
La compañía folklórica más antigua de Košice es la compañía folklórica Čarnica, fundada en 1957, de la que nació un narrador legendario, Ján Pisančin o Ander de Košice. En Eslovaquia es muy conocida la compañía folklórica Železiar. Las demás son la compañía folklórica Borievka, la compañía folklórica Hornád, compañía folklórica Jahodná y muchas más compañías infantiles.
Las compañías folklóricas de Košice presentan el cante y el baile de las regiones Abov, Šariš, Spiš y otras zonas de este de Eslovaquia. Para los mecenas del folklore, cada junio se organiza Cassovia folkfest con la exhibición de compañías locales, eslovacas y extranjeras. Las fiestas folklóricas de Abov, que tienen el carácter regional, se celebran en Rozhanovce.

### Museos
El museo de aviación es el único museo de aviación en República Eslovaca. Está abierto al público desde el 24 de agosto de 2002. En su exposición hay 24 piezas de los motores de aviones históricos desde los años 1915-1916 y de los motores más nuevos de los aviones de chorro R 13 F 2 S-300. También hay modelos aéreos y maquetas de aviones históricos. La exposición está dividida en estas partes:
los comienzos de aviación en su desarrollo histórico, primeros comienzos prácticos de aviación en su desarrollo y en Eslovaquia también, primeras anotaciones de los vuelos en globo aerostático, primeros intentos de construcción de los aviones, demostraciones de primeros vuelos iniciadores de aviación en Eslovaquia (A. Kvas, A. Zsélyi, M. Boťanský, J. Bahýľ y Š. Banič que inventó el paracaídas)
aviación en Eslovaquia después del año 1918 ( Constitución de liga aérea de Masaryk) personajes muy importantes de aviación en República Eslovaca (M. R. Štefánik, J. Ambruš, N. Šapošniková, K. Kasala, V. Ihriský,...)
El Museo Técnico Eslovaco es único museo en Eslovaquia que presenta al público la historia y las costumbres de la ciencia y técnica. Sus exposiciones son por ejemplo: en minería; máquinas, instrumentos y los aparatos mineros, recursos de mina, estampillas históricas de minero, bombillas de mina, la documentación escrita y de pintura; en electrotécnica: la técnica de telecomunicación, la técnica de la radio, televisión; en física: los microscopios, galavanómetros, anteojos; en relojería: relojes de distintos tipos, cronómetros, altímetros.
El museo de este de Eslovaquia es uno de los más viejos y los más importantes museos en Eslovaquia. Tiene tres esferas especializadas: la esfera natural, la esfera histórica y la esfera histórico-artística. Sus exposiciones son por ejemplo: La gente – autor de las cantidades duraderas es la exposición de la historia cultural, de las relaciones sociales, economía y urbanización desde la era paleolítica hasta la era de la burguesía (1818) en el este de Eslovaquia.
Tesoro áureo de Košice es el más grande y el más rico hallazgo de monedas de oro en República eslovaca, uno de los más grandes en Europa y todo el mundo que fue encontrado el 24 de agosto de 1935 en la calle Principal número 68 en Košice. Está formado por 2920 ducados, 3 medallas y cadena dorada. Su peso es 11,503 g.
El museo de figuras de cera está situado en la Torre de Urban, en el núcleo histórico de Košice. Su colección está formada por 28 personas que mediatizaron a la vida de la región de Košice. Como por ejemplo Santa Isabel Durínska que es patrona de Košice, Maestro Esteban que fue constructor de la Catedral de Santa Isabel, Matej Korvín, Andy Warhol, Abebe Bikila que ganó Maratón de la Paz en el año 1961.
El museo de Adalberto Löffler presenta el trabajo del eminente escultor de Košice, Adalberto Löffler. Este hombre con su mujer regaló a Košice la exposición estable, en la que hay más de 2000 artículos expuestos de su creación como por ejemplo la colección de la cerámica nacional y alfarería, también los autorretratos de los pintores.
La galería de este de Eslovaquia fue primera galería regional del país. Ahora tiene más de 6400 obras de los pintores de este de República Eslovaca. En las paredes del edificio están pintadas armas de Abov y otros pueblos.

### Eventos
En la Rambla en Košice, gracias a los estudiantes del instituto bilingüe de Park Mládeže 5, la calle Principal de Košice se transforma en la  Rambla de Barcelona aproximadamente por una o dos horas. En este tiempo la zona peatonal, se llena de estatuas vivas, magos, acróbatas, pintores, cantantes y bailarines representados por estudiantes.
En La noche blanca de Košice (Nuit Blanche) la gente puede pasar su tiempo caminando por el Parque municipal que está alumbrado por 5000 bombillas y escuchar las arias operísticas en vivo y disfrutar de la unión entre el coro y arte visual.
La cuadrilla (European Quadrille Dance Festival) es un proyecto internacional que ofrece baile en la calle Principal. Košice demuestra que puede ser una ciudad adecuada para los récords culturales.

### Fiestas populares
Los días de la ciudad Košice se remontan a una tradición creada cuando Košice fue condecorada con el primer escudo de armas el día 7 de mayo de 1369. La filosofía de esta fiesta es conservar los eventos tradicionales, benéficos, culturales y familiares. En el programa de estos días la gente puede encontrar actividades deportivas para ciclistas, corredores y partidos de fútbol. También se realizan exposiciones de perros, esgrima histórica, exposiciones de coches antiguos y actuales, de fotografías, de cuadros, competiciones de distintos tipos, conciertos de jazz o de pop, programas de baile o folclóricos, presentaciones de ciencia o técnica, actividades caritativas y otras atracciones.
La Primavera Musical de Košice es un festival internacional de música inaugurada en el año 1956. Es uno de los festivales de música más antiguos en Eslovaquia. En esta fiesta se pueden escuchar obras de los autores de música antigua y actual presentadas por artistas eslovacos y extranjeros.
El Tesoro Áureo de Košice es una competición de canciones iniciado en 1980. Su destino es atraer los autores e intérpretes nuevos de la música original popular eslovaca, favorecer la creación de la música original eslovaca y incrementar la colaboración con la Radio eslovaca.

### Deporte
La maratón de la paz de Košice es la maratón más antigua en Europa y en el mundo está en segundo puesto después de la maratón de Boston. Es la más grandiosa actividad deportiva en Košice. Por primera vez se realizó en el año 1924. Cada primer sábado de octubre gente de todo el mundo llega a Košice para correr. Empieza a las diez delante del hotel DoubleTree by Hilton en la calle Principal.
La ciudad alberga dos importantes clubes profesionales de fútbol y hockey sobre hielo. El MFK Košice es el principal equipo de fútbol de la ciudad, campeón eslovaco en dos ocasiones, juega actualmente en la Corgoň Liga. El HC Košice es uno de los equipos más importantes del hockey sobre hielo eslovaco y juega en la Extraliga Eslovaca.
La milla de José Plachý es un una carrera para niños de guardería, de la escuela primaria y también de la escuela secundaria. El destino de esta actividad es encontrar el nuevo José Plachý que es un personaje atlético muy grande.

## Gastronomía
La comida principal del día es el almuerzo. Se suele comer una sopa, un plato principal y luego un postre. La sopa se puede preparar casi de todo, de cualquier verdura, de carne e incluso de setas. Eslovaquia tiene muchas comidas típicas como, por ejemplo, halušky que se preparan con harina, patatas y huevos y se sirven con cuajada, col o con bryndza (producto del queso de oveja, el queso se ralla y luego se mete a una batidora y se añade la sal). Otra comida típica de Eslovaquia es la sopa de col, patatas, salchichas y setas. Esta se come siempre en Navidad y en el año nuevo.
En general la comida eslovaca es muy grasa, se come mucha carne tanto de pollo, como de vaca, de cerdo o de conejo. También a los eslovacos les gustan los embutidos, el lardo, los chicharrones, el jamón, el chorizo y otros productos cárnicos. Lo que más se come es comida frita y es una pena que eso es lo que la mayoría de los restaurantes ofrece a sus clientes. Un plato normalmente consta de carne, que se suele comer con patatas, fritas, cocidas o asadas, pero se puede servir también arroz o pella. El plato principal puede estar acompañado de una ensalada, pepinillos o de encurtido.
También se come mucha comida dulce, como los bollos rellenos, tortillas con mermelada y chocolate o empanadas. Suelen ser comidas como un postre o como el primer plato. Pero también es muy popular comer comidas internacionales como pizza, pasta o platos de verdura.
En Košice hay muchos restaurantes muy buenos. Se puede encontrar restaurantes que ofrecen cocina eslovaca, pero también hay muchos otros que hacen comida internacional.

## Ciudades hermanadas
Košice está hermanada con las siguientes ciudades:
- Budapest (Hungría)
- Bursa (Turquía)
- Cottbus (Alemania)
- Katowice (Polonia)
- Krosno (Polonia)
- Miskolc (Hungría)
- Mobile (Estados Unidos)
- Niš (Serbia)
- Ostrava (República Checa)
- Plovdiv (Bulgaria)
- Raahe (Finlandia)
- Rzeszów (Polonia)
- San Petersburgo (Rusia)
- Úzhgorod (Ucrania)
- Verona (Italia)
- Vysoké Tatry (Eslovaquia)
- Wuppertal (Alemania)

## Capital Europea de la Cultura
| Predecesor: Maribor Guimaraes | Capital Europea de la Cultura junto con Marsella 2013 | Sucesor: Riga Umea |